# La Voz de Chile (diario)
La Voz de Chile fue un diario que circuló en Santiago entre los años 1862 y 1864.

## Historia
Fue fundado en 1862 por los hermanos Guillermo y Manuel Antonio Matta. En su imprenta se realizaron ediciones de obras de Alberto Blest Gana, destacando Martín Rivas (1862) y El ideal de un calavera (1863).
El incendio de la Iglesia de la Compañía, ocurrido el 8 de diciembre de 1863, motivó al ciudadano José Luis Claro y Cruz a crear un cuerpo de bomberos mediante un llamado público el 10 de dicho mes en La Voz de Chile —al día siguiente, hizo lo mismo en El Ferrocarril—, que fue respondido de forma masiva:

Al público. Se cita a los jóvenes que deseen tomar parte en la formación de una Compañía de bomberos, pasen el día 14 del presente, a la una de la tarde, al escritorio del que suscribe. 
J. Luis Claro.
La Voz de Chile, 10 de diciembre de 1863.

Unos días más tarde, el 24 de diciembre de 1863, el periódico publicó un llamado a los electores de los departamentos de Copiapó y Caldera para conformar una Asamblea Electoral Radical, convirtiéndose en la primera del país y que posteriormente sería considerada la fecha fundacional del Partido Radical de Chile.